# Emil Krafth
Emil Henry Kristoffer Krafth (Stoccolma, 2 agosto 1994) è un calciatore svedese, difensore del Newcastle Utd e della nazionale svedese.

## Carriera

### Club
Nel 2010 gioca alcune partite con il Lagans AIK nel campionato di Division 5, settimo livello nazionale.
Un anno più tardi è acquistato dall'Öster, militante in seconda serie, con cui si mette in luce attirando le attenzioni degli osservatori di Malmö FF e Helsingborg. È stato proprio l'Helsingborg ad assicurarsi le prestazioni di Krafth fino al 2014.
Il 21 agosto 2015 si trasferisce a titolo definitivo al Bologna.
Dopo tre stagioni passa in prestito all'Amiens, a fine stagione il club francese lo riscatta.
L'8 agosto 2019 passa al Newcastle.

### Nazionale
Ha giocato nelle nazionali giovanili svedesi Under-17 ed Under-19.
Il 6 giugno 2012, con i suoi 17 anni e 309 giorni, è diventato il quinto giocatore più giovane di sempre ad aver vestito la maglia dell'Under-21 svedese.
Krafth ha esordito con la nazionale maggiore nel gennaio 2014, a 19 anni, chiamato dal CT Erik Hamrén per giocare due amichevoli contro Moldavia e Islanda.

## Statistiche

### Presenze e reti nei club
Statistiche aggiornate al 9 giugno 2024.
| Stagione           | Squadra            | Campionato         | Campionato | Campionato | Coppa nazionali | Coppa nazionali | Coppa nazionali | Coppe continentali | Coppe continentali | Coppe continentali | Altre coppe | Altre coppe | Altre coppe | Totale | Totale |
| Stagione           | Squadra            | Comp               | Pres       | Reti       | Comp            | Pres            | Reti            | Comp               | Pres               | Reti               | Comp        | Pres        | Reti        | Pres   | Reti   |
| ------------------ | ------------------ | ------------------ | ---------- | ---------- | --------------- | --------------- | --------------- | ------------------ | ------------------ | ------------------ | ----------- | ----------- | ----------- | ------ | ------ |
| 2011               | Östers             | S1                 | 24         | 0          | CS              | 2               | 0               | -                  | -                  | -                  | -           | -           | -           | 26     | 0      |
| 2012               | Helsingborg        | A                  | 9          | 0          | CS              | 0               | 0               | UCL+UEL            | 0+2                | 0                  | -           | -           | -           | 11     | 0      |
| 2013               | Helsingborg        | A                  | 27         | 1          | CS              | 4               | 0               | -                  | -                  | -                  | -           | -           | -           | 31     | 1      |
| 2014               | Helsingborg        | A                  | 28         | 1          | CS              | 7               | 0               | -                  | -                  | -                  | -           | -           | -           | 35     | 1      |
| 2015               | Helsingborg        | A                  | 12         | 1          | CS              | 4               | 0               | -                  | -                  | -                  | -           | -           | -           | 16     | 1      |
| Totale Helsingborg | Totale Helsingborg | Totale Helsingborg | 76         | 3          |                 | 15              | 0               |                    | 2                  | 0                  |             | -           | -           | 93     | 3      |
| 2015-2016          | Bologna            | A                  | 4          | 0          | CI              | 0               | 0               | -                  | -                  | -                  | -           | -           | -           | 4      | 0      |
| 2016-2017          | Bologna            | A                  | 26         | 0          | CI              | 3               | 1               | -                  | -                  | -                  | -           | -           | -           | 29     | 1      |
| 2017-2018          | Bologna            | A                  | 12         | 0          | CI              | 0               | 0               | -                  | -                  | -                  | -           | -           | -           | 12     | 0      |
| Totale Bologna     | Totale Bologna     | Totale Bologna     | 42         | 0          |                 | 3               | 1               |                    | -                  | -                  |             | -           | -           | 45     | 1      |
| 2018-2019          | Amiens             | L1                 | 35         | 1          | CF+CdL          | 1+0             | 0               | -                  | -                  | -                  | -           | -           | -           | 36     | 1      |
| 2019-2020          | Newcastle Utd      | PL                 | 17         | 0          | FACup+CdL       | 1+2             | 0               |                    | -                  | -                  |             | -           | -           | 20     | 0      |
| 2020-2021          | Newcastle Utd      | PL                 | 16         | 1          | FACup+CdL       | 1+3             | 0               |                    | -                  | -                  |             | -           | -           | 20     | 1      |
| 2021-2022          | Newcastle Utd      | PL                 | 20         | 0          | FACup+CdL       | 1+1             | 0               |                    | -                  | -                  |             | -           | -           | 22     | 0      |
| 2022-2023          | Newcastle Utd      | PL                 | 1          | 0          | FACup+CdL       | 0+1             | 0               |                    | -                  | -                  |             | -           | -           | 2      | 0      |
| 2023-2024          | Newcastle Utd      | PL                 | 17         | 0          | FACup+CdL       | 2+2             | 0               | UCL                | 0                  | 0                  | -           | -           | -           | 21     | 0      |
| Totale Newcastle   | Totale Newcastle   | Totale Newcastle   | 71         | 1          |                 | 14              | 0               |                    | -                  | -                  |             | -           | -           | 85     | 1      |
| Totale carriera    | Totale carriera    | Totale carriera    | 264        | 5          |                 | 37              | 1               |                    | 2                  | 0                  |             | -           | -           | 303    | 6      |

### Cronologia presenze e reti in nazionale
| Cronologia completa delle presenze e delle reti in nazionale ― Svezia | Cronologia completa delle presenze e delle reti in nazionale ― Svezia | Cronologia completa delle presenze e delle reti in nazionale ― Svezia | Cronologia completa delle presenze e delle reti in nazionale ― Svezia | Cronologia completa delle presenze e delle reti in nazionale ― Svezia | Cronologia completa delle presenze e delle reti in nazionale ― Svezia | Cronologia completa delle presenze e delle reti in nazionale ― Svezia | Cronologia completa delle presenze e delle reti in nazionale ― Svezia |
| Data                                                                  | Città                                                                 | In casa                                                               | Risultato                                                             | Ospiti                                                                | Competizione                                                          | Reti                                                                  | Note                                                                  |
| --------------------------------------------------------------------- | --------------------------------------------------------------------- | --------------------------------------------------------------------- | --------------------------------------------------------------------- | --------------------------------------------------------------------- | --------------------------------------------------------------------- | --------------------------------------------------------------------- | --------------------------------------------------------------------- |
| 17-1-2014                                                             | Abu Dhabi                                                             | Moldavia                                                              | 1 – 2                                                                 | Svezia                                                                | Amichevole                                                            | -                                                                     | 85’                                                                   |
| 21-1-2014                                                             | Abu Dhabi                                                             | Islanda                                                               | 0 – 2                                                                 | Svezia                                                                | Amichevole                                                            | -                                                                     |                                                                       |
| 18-11-2014                                                            | Marsiglia                                                             | Francia                                                               | 1 – 0                                                                 | Svezia                                                                | Amichevole                                                            | -                                                                     |                                                                       |
| 15-1-2015                                                             | Abu Dhabi                                                             | Svezia                                                                | 2 – 0                                                                 | Costa d'Avorio                                                        | Amichevole                                                            | -                                                                     | 56’                                                                   |
| 10-10-2016                                                            | Solna                                                                 | Svezia                                                                | 3 – 0                                                                 | Bulgaria                                                              | Qual. Mondiali 2018                                                   | -                                                                     |                                                                       |
| 11-11-2016                                                            | Saint-Denis                                                           | Francia                                                               | 2 – 1                                                                 | Svezia                                                                | Qual. Mondiali 2018                                                   | -                                                                     | 57’                                                                   |
| 15-11-2016                                                            | Budapest                                                              | Ungheria                                                              | 0 – 2                                                                 | Svezia                                                                | Amichevole                                                            | -                                                                     | 73’                                                                   |
| 28-3-2017                                                             | Funchal                                                               | Portogallo                                                            | 2 – 3                                                                 | Svezia                                                                | Amichevole                                                            | -                                                                     | 70’                                                                   |
| 13-6-2017                                                             | Oslo                                                                  | Norvegia                                                              | 1 – 1                                                                 | Svezia                                                                | Amichevole                                                            | -                                                                     | 69’                                                                   |
| 7-10-2017                                                             | Solna                                                                 | Svezia                                                                | 8 – 0                                                                 | Lussemburgo                                                           | Qual. Mondiali 2018                                                   | -                                                                     | 61’                                                                   |
| 10-11-2017                                                            | Solna                                                                 | Svezia                                                                | 1 – 0                                                                 | Italia                                                                | Qual. Mondiali 2018                                                   | -                                                                     | 83’                                                                   |
| 2-6-2018                                                              | Solna                                                                 | Svezia                                                                | 0 – 0                                                                 | Danimarca                                                             | Amichevole                                                            | -                                                                     | 74’                                                                   |
| 9-6-2018                                                              | Göteborg                                                              | Svezia                                                                | 0 – 0                                                                 | Perù                                                                  | Amichevole                                                            | -                                                                     | 70’                                                                   |
| 3-7-2018                                                              | San Pietroburgo                                                       | Svezia                                                                | 1 – 0                                                                 | Svizzera                                                              | Mondiali 2018 - Ottavi di finale                                      | -                                                                     | 82’                                                                   |
| 7-7-2018                                                              | Samara                                                                | Svezia                                                                | 0 – 2                                                                 | Inghilterra                                                           | Mondiali 2018 - Quarti di finale                                      | -                                                                     | 85’                                                                   |
| 6-9-2018                                                              | Praga                                                                 | Austria                                                               | 2 – 0                                                                 | Svezia                                                                | Amichevole                                                            | -                                                                     |                                                                       |
| 10-9-2018                                                             | Solna                                                                 | Svezia                                                                | 2 – 3                                                                 | Turchia                                                               | UEFA Nations League 2018-2019 - 1º turno                              | -                                                                     | 78’                                                                   |
| 16-10-2018                                                            | Solna                                                                 | Svezia                                                                | 1 – 1                                                                 | Slovacchia                                                            | Amichevole                                                            | -                                                                     |                                                                       |
| 23-3-2019                                                             | Solna                                                                 | Svezia                                                                | 2 – 1                                                                 | Romania                                                               | Qual. Euro 2020                                                       | -                                                                     | 24’                                                                   |
| 26-3-2019                                                             | Oslo                                                                  | Norvegia                                                              | 3 – 3                                                                 | Svezia                                                                | Qual. Euro 2020                                                       | -                                                                     |                                                                       |
| 5-9-2019                                                              | Tórshavn                                                              | Fær Øer                                                               | 0 – 4                                                                 | Svezia                                                                | Qual. Euro 2020                                                       | -                                                                     | 46’                                                                   |
| 8-9-2020                                                              | Solna                                                                 | Svezia                                                                | 0 – 2                                                                 | Portogallo                                                            | UEFA Nations League 2020-2021 - 1º turno                              | -                                                                     |                                                                       |
| 8-10-2020                                                             | Mosca                                                                 | Russia                                                                | 1 – 2                                                                 | Svezia                                                                | Amichevole                                                            | -                                                                     | 46’                                                                   |
| 17-11-2020                                                            | Saint-Denis                                                           | Francia                                                               | 4 – 2                                                                 | Svezia                                                                | UEFA Nations League 2020-2021 - 1º turno                              | -                                                                     | 67’                                                                   |
| 25-3-2021                                                             | Solna                                                                 | Svezia                                                                | 1 – 0                                                                 | Georgia                                                               | Qual. Mondiali 2022                                                   | -                                                                     | 84’                                                                   |
| 31-3-2021                                                             | Solna                                                                 | Svezia                                                                | 1 – 0                                                                 | Estonia                                                               | Amichevole                                                            | -                                                                     |                                                                       |
| 29-5-2021                                                             | Solna                                                                 | Svezia                                                                | 2 – 0                                                                 | Finlandia                                                             | Amichevole                                                            | -                                                                     |                                                                       |
| 5-6-2021                                                              | Solna                                                                 | Svezia                                                                | 3 – 1                                                                 | Armenia                                                               | Amichevole                                                            | -                                                                     | 71’                                                                   |
| 14-6-2021                                                             | Siviglia                                                              | Spagna                                                                | 0 – 0                                                                 | Svezia                                                                | Euro 2020 - 1º turno                                                  | -                                                                     | 75’                                                                   |
| 18-6-2021                                                             | San Pietroburgo                                                       | Svezia                                                                | 1 – 0                                                                 | Slovacchia                                                            | Euro 2020 - 1º turno                                                  | -                                                                     | 90+3’                                                                 |
| 23-6-2021                                                             | San Pietroburgo                                                       | Svezia                                                                | 3 – 2                                                                 | Polonia                                                               | Euro 2020 - 1º turno                                                  | -                                                                     | 68’                                                                   |
| 29-6-2021                                                             | Glasgow                                                               | Svezia                                                                | 1 – 2 dts                                                             | Ucraina                                                               | Euro 2020 - Ottavi di finale                                          | -                                                                     | 83’                                                                   |
| 2-9-2021                                                              | Solna                                                                 | Svezia                                                                | 2 – 1                                                                 | Spagna                                                                | Qual. Mondiali 2022                                                   | -                                                                     | 52’                                                                   |
| 8-9-2021                                                              | Atene                                                                 | Grecia                                                                | 2 – 1                                                                 | Svezia                                                                | Qual. Mondiali 2022                                                   | -                                                                     | 76’                                                                   |
| 9-10-2021                                                             | Solna                                                                 | Svezia                                                                | 3 – 0                                                                 | Kosovo                                                                | Qual. Mondiali 2022                                                   | -                                                                     |                                                                       |
| 12-10-2021                                                            | Solna                                                                 | Svezia                                                                | 2 – 0                                                                 | Grecia                                                                | Qual. Mondiali 2022                                                   | -                                                                     |                                                                       |
| 11-11-2021                                                            | Batumi                                                                | Georgia                                                               | 2 – 0                                                                 | Svezia                                                                | Qual. Mondiali 2022                                                   | -                                                                     |                                                                       |
| 14-11-2021                                                            | Siviglia                                                              | Spagna                                                                | 1 – 0                                                                 | Svezia                                                                | Qual. Mondiali 2022                                                   | -                                                                     | 77’ 85’                                                               |
| 29-3-2022                                                             | Chorzów                                                               | Polonia                                                               | 2 – 0                                                                 | Svezia                                                                | Qual. Mondiali 2022                                                   | -                                                                     |                                                                       |
| 2-6-2022                                                              | Lubiana                                                               | Slovenia                                                              | 0 – 2                                                                 | Svezia                                                                | UEFA Nations League 2022-2023 - 1º turno                              | -                                                                     | 65’ 83’                                                               |
| 5-6-2022                                                              | Solna                                                                 | Svezia                                                                | 1 – 2                                                                 | Norvegia                                                              | UEFA Nations League 2022-2023 - 1º turno                              | -                                                                     | 19’                                                                   |
| 12-6-2022                                                             | Oslo                                                                  | Norvegia                                                              | 3 – 2                                                                 | Svezia                                                                | UEFA Nations League 2022-2023 - 1º turno                              | -                                                                     | 56’                                                                   |
| 16-11-2023                                                            | Baku                                                                  | Azerbaigian                                                           | 3 – 0                                                                 | Svezia                                                                | Qual. Euro 2024                                                       | -                                                                     | 60’                                                                   |
| 19-11-2023                                                            | Solna                                                                 | Svezia                                                                | 2 – 0                                                                 | Estonia                                                               | Qual. Euro 2024                                                       | -                                                                     |                                                                       |
| 21-3-2024                                                             | Guimaraes                                                             | Portogallo                                                            | 5 – 2                                                                 | Svezia                                                                | Amichevole                                                            | -                                                                     | 60’                                                                   |
| 25-3-2024                                                             | Solna                                                                 | Svezia                                                                | 1 – 0                                                                 | Albania                                                               | Amichevole                                                            | -                                                                     | 86’                                                                   |
| 5-6-2024                                                              | Copenaghen                                                            | Danimarca                                                             | 2 – 1                                                                 | Svezia                                                                | Amichevole                                                            | -                                                                     |                                                                       |
| 8-6-2024                                                              | Solna                                                                 | Svezia                                                                | 0 – 3                                                                 | Serbia                                                                | Amichevole                                                            | -                                                                     |                                                                       |
| 11-10-2024                                                            | Bratislava                                                            | Slovacchia                                                            | 2 – 2                                                                 | Svezia                                                                | UEFA Nations League 2024-2025 - 1º turno                              | -                                                                     | 90+2’                                                                 |
| 14-10-2024                                                            | Tallinn                                                               | Estonia                                                               | 0 – 3                                                                 | Svezia                                                                | UEFA Nations League 2024-2025 - 1º turno                              | -                                                                     |                                                                       |
| Totale                                                                |                                                                       | Presenze                                                              | 50                                                                    |                                                                       | Reti                                                                  | 0                                                                     |                                                                       |

## Palmarès

### Club

#### Competizioni nazionali
- Supercoppa di Svezia: 1

Helsingborg: 2012
- Coppa di Lega inglese: 1

Newcastle: 2024-2025